# Copa de Campeones Femenina de la Concacaf
La Copa de Campeones Femenina de la Concacaf, denominada oficialmente Copa de Campeones W de Concacaf, es una competición de clubes de fútbol femenino organizada por la Concacaf, en la que se enfrentan los mejores clubes femeninos de América del Norte, Centroamérica y el Caribe. Además, este torneo servirá como fase clasificatoria para la también futura Copa Mundial de Clubes Femenina de la FIFA.

## Historia
El 12 de marzo de 2024 la Concacaf anunció el lanzamiento de la competición.

## Clasificación 2024-25
| Liga           | Equipos participantes |  |
| -------------- | --------------------- |  |
| México         | 3                     |  |
| Estados Unidos | 3                     |  |
| Costa Rica     | 1                     |  |
| Canadá         | 1                     |  |
| Jamaica        | 1                     |  |
| Panamá         | 1                     |  |
| TOTAL          | 10                    |  |

## Formato
La Copa de Campeones Concacaf W estará compuesta por cuatro rondas; Ronda Preliminar, fase de grupos, Semifinales y Final y 11 clubes.
Para la Ronda Preliminar dos clubes se enfrentaran en un partido y el ganador se unirá a los nueve clubes pre-sembrados en la siguiente ronda.
La fase de grupos contará con diez clubes divididos en dos grupos de cinco, cada club jugará cuatro partidos, dos en casa y dos de visita.
Al finalizar la fase de grupos, el primer y segundo lugar de cada grupo jugarán un "Final Four" centralizado, dicha fase final incluirán las semifinales, el partido por tercer lugar y la final.

## Historial
| Copa de Campeones W de Concacaf | Copa de Campeones W de Concacaf | Copa de Campeones W de Concacaf | Copa de Campeones W de Concacaf | Copa de Campeones W de Concacaf | Copa de Campeones W de Concacaf | Copa de Campeones W de Concacaf |
| Temp.                           | Campeón                         | Resultado                       | Subcampeón                      | Tercero                         | Resultado                       | Cuarto                          |
| ------------------------------- | ------------------------------- | ------------------------------- | ------------------------------- | ------------------------------- | ------------------------------- | ------------------------------- |
| 2024-25                         | Gotham FC                       | 1-0                             | Tigres UANL                     | Portland Thorns                 | 3-0                             | América                         |

## Palmarés

### Títulos por equipo
| Equipo      | Títulos | Subtítulos | Años Campeón | Años Subcampeón |
| ----------- | ------- | ---------- | ------------ | --------------- |
| Gotham FC   | 1       | -          | 2024-25      |                 |
| Tigres UANL | -       | 1          |              | 2024-25         |

### Títulos por país
| País           | Títulos | Subtítulos | Clubes campeones |
| -------------- | ------- | ---------- | ---------------- |
| Estados Unidos | 1       | -          | Gotham FC (1)    |
| México         | -       | 1          |                  |

## Estadísticas

### Goleadoras
| Jugadora               | Club                       | Goles | Edición |
| ---------------------- | -------------------------- | ----- | ------- |
| Ana Dias María Sánchez | Tigres UANL San Diego Wave | 4     | 2024-25 |